# .tv
.tv — в Інтернеті, національний домен верхнього рівня (ccTLD) для Тувалу.
Використовується багатьма телевізійними компаніями і програмами (англ. TV — телебачення). Наприклад: www.viva.tv

## Домени 2-го та 3-го рівнів
В цьому національному домені нараховується близько 250,000,000[недоступне посилання з грудня 2018] вебсторінок (станом на вересень 2013 року).
У наш час використовуються та приймають реєстрації доменів 3-го рівня наступні доменні суфікси (відповідно, існують такі домени 2-го рівня):
| Суфікс   | Регламентовані користувачі                                            |
| .co.tv   | Комерційні установи, корпорації                                       |
| .com.tv  | Комерційні установи, корпорації                                       |
| .edu.tv  | Наукові та дослідницькі установи, коледжі, університети або інститути |
| .gov.tv  | Державні та урядові установи                                          |
| .info.tv | Вебмайданчики інформаційного змісту                                   |
| .net.tv  | Провайдери, організації, пов'язані з мережами                         |
| .org.tv  | Неприбуткові, неурядові організації                                   |

## Додаткова інформація
Доменне ім'я .tv стало популярним через те, що воно є скороченням від слова телебачення — TV і використовується багатьма телевізійними компаніями і програмами. За винятком резервних імен подібно .com.tv, .net.tv, .org.tv, будь-яка людина може зареєструвати ім'я у .tv домені за певну плату, частка якої йде уряду Тувалу. Домен у наш час обслуговує компанія VeriSign (колись належав Idealab). Реєстрацією займається спеціально створена компанія dotTV (http://www.tv [Архівовано 26 грудня 2013 у Wayback Machine.]).
Вартість використання доменного імені .tv становить в наш час 45 доларів у рік. Проте для зарезервованих найпопулярніших імен ця сума може бути набагато більшою. Їхня вартість коливається від 50$ до 1 000 000$. Наприклад, домен https://web.archive.org/web/20170311062103/http://news.tv/ пропонується за ціною $1 000 000 USD.

## Історія
У 1998 році компанія Idealab, що спеціалізується на інтернет-технологіях, запропонувала уряду Тувалу 50 мільйонів американських доларів за право використовувати протягом десяти років доменне ім'я .tv. За умовами укладеного контракту, ця сума повинна була бути виплачена протягом 12 років.
Продаж права використання домену .tv компанії Idealab дав Тувалу необхідну суму грошей, щоб приєднатися до Організації Об'єднаних Націй у 2000 році та стати її 189-м членом. До того остров'яни не могли сплачувати щорічні членські внески в розмірі 20 000 доларів. Це дозволило Тувалу підтримати в Об'єднаних Націях свого довгострокового дипломатичного й економічного союзника Тайвань (Республіка Китай).
За площею Тувалу перебуває на 4-му місці серед найменших держав планети — менша тільки у Ватикану, Монако й Науру. А за кількістю населення позаду тільки Ватикан. Після того, як Тувалу одержало незалежність від Великої Британії 1978 року, основною статтею доходу країни став експорт поштових марок. Продаж доменного імені дозволив побудувати школи, прокласти дороги, поліпшити злітне поле аеропорту, що донедавна міг приймати тільки малогабаритні літаки. Проте використання національного домену Тувалу викликало певну дискусію. Великий відсоток сайтів у домені .tv — порнографічного або сексуального напрямку. Тоді як більшість населення Тувалу є консервативними християнами, і вважає, що дохід з таких джерел є аморальним.
У світі існує ще кілька країн, які за гроші дозволяють користуватися своїми доменними іменами. Наприклад, Молдова — .md, Туркменістан — .tm, Філіппіни — .ph, Тонга — .to і деякі інші.